# جين بيكر
جين بيكر (بالفرنسية: Jean Becker)‏
```
(و. 
1933
 – 
م
)
[
5
]
 هو 
مخرج سينمائي
، 
وكاتب سيناريو
، 
وممثل
 من 
فرنسا
 . ولد في 
باريس
.
[
2
]
[
6
]
```

## جوائز
حصل على جوائز منها:
- قائد الفنون والآداب.

## روابط خارجية
- جين بيكر على موقع IMDb (الإنجليزية)
- جين بيكر على موقع مونزينجر (الألمانية)
- جين بيكر على موقع قاعدة بيانات الأفلام العربية
- جين بيكر على موقع ألو سيني (الفرنسية)
- جين بيكر على موقع أول موفي (الإنجليزية)
- جين بيكر على موقع قاعدة بيانات الأفلام السويدية (السويدية)
- جين بيكر على موقع إن إن دي بي (الإنجليزية)
- جين بيكر على موقع قاعدة بيانات الفيلم (الإنجليزية)
- جين بيكر على موقع كينوبويسك (الروسية)